# Senja (commune)

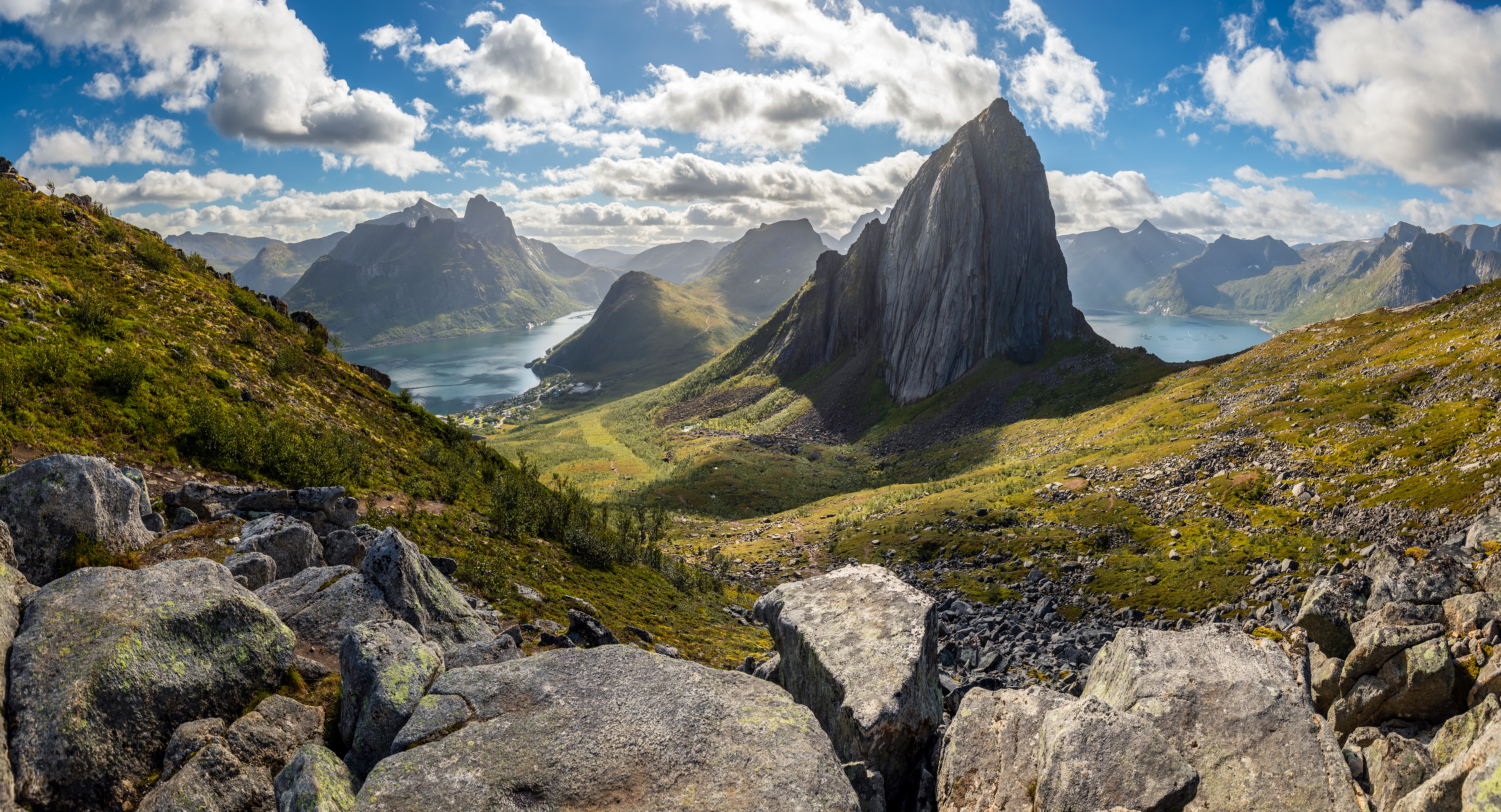
À Senja, vue du col de Seggelskaret, la pointe vers le ciel est le Segla. Sur la ligne d'horizon, à partir de la gauche, apparaissent le Skinnkollen, puis le Lille Keipen, le Grytatippen. En bas s'étale le Ørnfjorden au bord de la localité de Fjordgård. Puis la montagne de Reinen. De l'autre côté du Segla, au-delà du col de Seggelskaret et du Mefjorden (Senja), les collines de Skolpan, de Burstinden, et la montagne de Bringtinden. Aout 2022.

Senja (same du nord : Sáččá suohkan) est une commune norvégienne du district Sør- og Midt-Troms du comté de Troms. La municipalité a été créée le 1er janvier 2020 par une fusion des communes de Berg, Lenvik, Torsken, et Tranøy,.
La commune comprend toute l'île de Senja, deuxième plus grande île de Norvège, les petites îles environnantes et une partie du continent entre le détroit de Gisund et le fjord de Malangen.

## Politique et administration

### Élections

#### Élection municipale de 2019
| Parti                                         | Proportion | Proportion | Voix  | Voix   | Sièges au Conseil municipal | Sièges au Conseil municipal | Membres du collège exécutif |
| --------------------------------------------- | ---------- | ---------- | ----- | ------ | --------------------------- | --------------------------- | --------------------------- |
| Parti                                         | %          | ±          | total | ±      | total                       | ±                           | Membres du collège exécutif |
| Parti travailliste                            | 28,4       | -3,5       | 1 987 | -12    | 13                          | -16                         | 3                           |
| Parti du centre (agrarien)                    | 24,0       | +13,6      | 1 675 | +1 026 | 11                          |                             | 3                           |
| Høyre (conservateurs)                         | 16,6       | -4,2       | 1 162 | -138   | 8                           | -3                          | 2                           |
| Senjalisa (liste locale)                      | 11,9       | +11,9      | 831   | +831   | 6                           | +6                          | 1                           |
| Parti du progrès (populiste)                  | 6,9        | -3,1       | 485   | -143   | 3                           | -3                          | 1                           |
| Parti socialiste de gauche                    | 5,2        | +1,0       | 366   | +98    | 2                           | -1                          | 1                           |
| Parti populaire chrétien (chrétien-démocrate) | 3,1        | -0,7       | 215   | -21    | 1                           | -1                          | 0                           |
| Parti de l'environnement - Les Verts          | 2,5        | +2,5       | 175   | +175   | 1                           | +1                          | 0                           |
| Venstre (socio-libéraux)                      | 1,3        | -1,7       | 93    | -98    | 0                           | -2                          | 0                           |
| Total                                         | 60,6 %     | 60,6 %     | 7 046 | 7 046  | 45                          | 45                          | 11                          |

Tom Rune Eliseussen (Sp) est élu maire avec Geir Inge Sivertsen (H) comme vice-maire.